# Piłkarz roku w Anglii (PFA)
Piłkarz roku w Anglii (PFA) (ang. Professional Footballers' Association Players' Player of the Year) – coroczny plebiscyt na najlepszego piłkarza grającego w angielskiej Premier League. O wyniku plebiscytu decydują głosy oddane przez członków związku zawodowego piłkarzy – Stowarzyszenia Piłkarzy Zawodowych (ang. PFA – Professional Footballers' Association).
Nagroda po raz pierwszy została wręczona po zakończeniu sezonu 1973/74. Obecnym zwycięzcą tytułu jest Phil Foden.

## Zwycięzcy
Tabela ta wskazuje również inne zdobyte nagrody w angielskiej piłce nożnej, czyli Stowarzyszenia Zawodowych Dziennikarzy (ang. FWA – Football Writers' Association's Footballer of the Year), kibiców (ang. FPY – Fans' Player of the Year) oraz Młodego Piłkarza Roku (ang. YPY – Young Player of the Year).
| Rok     |                   | Piłkarz               | Klub              | Inny tytuł         | Uwagi  |
| ------- | ----------------- | --------------------- | ----------------- | ------------------ | ------ |
| 1973/74 | Anglia            | Norman Hunter         | Leeds United      |                    |        |
| 1974/75 | Anglia            | Colin Todd            | Derby County      |                    |        |
| 1975/76 | Irlandia Północna | Pat Jennings          | Tottenham Hotspur |                    | [ 1 ]  |
| 1976/77 | Szkocja           | Andy Gray             | Aston Villa       | YPY                | [ 2 ]  |
| 1977/78 | Anglia            | Peter Shilton         | Nottingham Forest |                    |        |
| 1978/79 | Irlandia          | Liam Brady            | Arsenal           |                    | [ 3 ]  |
| 1979/80 | Anglia            | Terry McDermott       | Liverpool         | FWA                | [ 4 ]  |
| 1980/81 | Szkocja           | John Wark             | Ipswich Town      |                    |        |
| 1981/82 | Anglia            | Kevin Keegan          | Southampton       |                    |        |
| 1982/83 | Szkocja           | Kenny Dalglish        | Liverpool         | FWA                |        |
| 1983/84 | Walia             | Ian Rush              | Liverpool         | FWA                |        |
| 1984/85 | Anglia            | Peter Reid            | Everton           |                    |        |
| 1985/86 | Anglia            | Gary Lineker          | Everton           | FWA                |        |
| 1986/87 | Anglia            | Clive Allen           | Tottenham Hotspur | FWA                |        |
| 1987/88 | Anglia            | John Barnes           | Liverpool         | FWA                |        |
| 1988/89 | Walia             | Mark Hughes           | Manchester United |                    |        |
| 1989/90 | Anglia            | David Platt           | Aston Villa       |                    |        |
| 1990/91 | Walia             | Mark Hughes (2)       | Manchester United |                    | [ 5 ]  |
| 1991/92 | Anglia            | Gary Pallister        | Manchester United |                    |        |
| 1992/93 | Irlandia          | Paul McGrath          | Aston Villa       |                    |        |
| 1993/94 | Francja           | Éric Cantona          | Manchester United |                    | [ 6 ]  |
| 1994/95 | Anglia            | Alan Shearer          | Blackburn Rovers  |                    |        |
| 1995/96 | Anglia            | Les Ferdinand         | Newcastle United  |                    |        |
| 1996/97 | Anglia            | Alan Shearer (2)      | Newcastle United  |                    | [ 7 ]  |
| 1997/98 | Holandia          | Dennis Bergkamp       | Arsenal           | FWA                |        |
| 1998/99 | Francja           | David Ginola          | Tottenham Hotspur | FWA                |        |
| 1999/00 | Irlandia          | Roy Keane             | Manchester United | FWA                |        |
| 2000/01 | Anglia            | Teddy Sheringham      | Manchester United | FWA                |        |
| 2001/02 | Holandia          | Ruud van Nistelrooy   | Manchester United | FPY                |        |
| 2002/03 | Francja           | Thierry Henry         | Arsenal           | FWA, FPY           | [ 8 ]  |
| 2003/04 | Francja           | Thierry Henry (2)     | Arsenal           | FWA, FPY           | [ 9 ]  |
| 2004/05 | Anglia            | John Terry            | Chelsea           |                    |        |
| 2005/06 | Anglia            | Steven Gerrard        | Liverpool         |                    |        |
| 2006/07 | Portugalia        | Cristiano Ronaldo     | Manchester United | FWA, FPY, YPY      | [ 10 ] |
| 2007/08 | Portugalia        | Cristiano Ronaldo (2) | Manchester United | FWA, FPY           |        |
| 2008/09 | Walia             | Ryan Giggs            | Manchester United |                    |        |
| 2009/10 | Anglia            | Wayne Rooney          | Manchester United | FWA, FPY           |        |
| 2010/11 | Walia             | Gareth Bale           | Tottenham Hotspur |                    |        |
| 2011/12 | Holandia          | Robin van Persie      | Arsenal           | FWA, FPY           |        |
| 2012/13 | Walia             | Gareth Bale (2)       | Tottenham Hotspur | YPY                |        |
| 2013/14 | Urugwaj           | Luis Suárez           | Liverpool         | FWA, FSF           | [ 11 ] |
| 2014/15 | Belgia            | Eden Hazard           | Chelsea           | FWA                |        |
| 2015/16 | Algieria          | Riyad Mahrez          | Leicester City    | FPY                |        |
| 2016/17 | Francja           | N’Golo Kanté          | Chelsea           | FWA                |        |
| 2017/18 | Egipt             | Mohamed Salah         | Liverpool         | FWA, FPY, FSF      |        |
| 2018/19 | Holandia          | Virgil van Dijk       | Liverpool         | PPS, FSF           |        |
| 2019/20 | Belgia            | Kevin De Bruyne       | Manchester City   | PPS                |        |
| 2020/21 | Belgia            | Kevin De Bruyne (2)   | Manchester City   |                    |        |
| 2021/22 | Egipt             | Mohamed Salah         | Liverpool         | FWA, FPY           |        |
| 2022/23 | Norwegia          | Erling Haaland        | Manchester City   | FWA, FPY, PPS, PYS |        |
| 2023/24 | Anglia            | Phil Foden            | Manchester City   | FWA, PPS           |        |

## Inne
- Piłkarz roku w Anglii (FWA)